# 寿町 (横手市)
寿町（ことぶきちょう）は、秋田県横手市の町丁。郵便番号は013-0025。人口は338人、世帯数は170世帯（2020年10月1日現在）。丁目の設定のない単独町名で、全域で住居表示を実施している。旧横手市横手町の一部に相当する。

## 地理
横手地域の中央部に位置し、東で田中町・前郷一番町、西で三枚橋・駅西、南で駅前町、北で大水戸町・平城町と隣接する。町の西端にJR奥羽本線が南北に縦貫。
全域が都市計画区域に含まれるが、区域区分非設定区域となっている。都市計画法上の用途地域では全域が商業地域に指定されている。

### 地名の由来
現在の寿町という地名は1966年に実施された住居表示の際に命名されたもので、それ以前は末広町、富士見町と呼ばれる通称地名があった。新たに命名された「寿町」という町名は、町の発展を願う意味が込められているほか、従来の通称地名に近い名称として採用された。

## 歴史
いわゆる駅前地区と呼ばれる地区に含まれ、横手駅の開業とともに市街地化が進んだ。寿町は駅前の新市街地と旧城下町の市街地とを結ぶ結合点に位置しているが、商店や小さな工場、住宅などが無秩序に開発された上に、道路も迷路のように形成されていた。
1927年（昭和2年）になると、齋藤武治による土地の整理が始まり、翌年7月27日より、横手駅前と正平寺の辺りまで（つまり、駅前地区と旧市街地の間）を直線に結ぶ幹線道路の敷設に着手した。ただ、住民の協力が得られずに道路が円弧形に湾曲し、鍋のつる（取手）のような形になったことから、通称・なべつる通りと呼ばれるようになり、その沿線住民はこの地域を「末広町」と呼称するようになった。

### 町名の変遷
住居表示に関する法律が施行された1962年5月10日以降、旧横手市内においても住居表示が進み、1965年より第一次から第五次にかけて実施された。本地域は第二次地区として1966年4月1日に実施され、現行の寿町はここで誕生した。
| 実施後 | 実施年月日     | 実施前                                           | 備考 |
| ------ | -------------- | ------------------------------------------------ | ---- |
| 寿町   | 昭和41年4月1日 | 横手町字上飛瀬（一部） よこてまち あざかみとびせ |      |
| 寿町   | 昭和41年4月1日 | 横手町字下飛瀬（一部） よこてまち あざしもとびせ |      |

2005年（平成17年）10月1日に横手市が発足、同日より町名の読み方が「ことぶきまち」から「ことぶきちょう」へと変更された。

## 世帯数と人口
2020年（令和2年）10月1日現在の世帯数と人口は以下の通りである。
| 丁目 | 世帯数  | 人口  |
| ---- | ------- | ----- |
| 寿町 | 170世帯 | 338人 |

### 人口・世帯数の推移
以下は国勢調査による1995年（平成7年）以降の人口の推移。
| 年                 | 人口 |
| ------------------ | ---- |
| 1995年（平成7年）  | 573  |
| 2000年（平成12年） | 504  |
| 2005年（平成17年） | 429  |
| 2010年（平成22年） | 336  |
| 2015年（平成27年） | 330  |
| 2020年（令和2年）  | 338  |

以下は国勢調査による1995年（平成7年）以降の世帯数の推移。
| 年                 | 世帯数 |
| ------------------ | ------ |
| 1995年（平成7年）  | 196    |
| 2000年（平成12年） | 185    |
| 2005年（平成17年） | 159    |
| 2010年（平成22年） | 147    |
| 2015年（平成27年） | 152    |
| 2020年（令和2年）  | 170    |

## 小・中学校の学区
市立小・中学校に通う場合、学区（校区）は以下の通りとなる。
| 番地 | 小学校               | 中学校               |
| ---- | -------------------- | -------------------- |
| 全域 | 横手市立横手南小学校 | 横手市立横手南中学校 |

## 交通

### 鉄道
町内に鉄道駅はない。最寄り駅は■奥羽本線、■北上線の横手駅。

### バス
羽後交通
- 末広町（横手・本荘線、横手・湯沢線、横手・大曲線、横手・小安線、朝日が丘線、大森線、山内線、ふるさと村線）
- 富士見町（大森線）

### 道路
- 秋田県道31号横手停車場線
- ゆりのき通り

## 施設
- ツルハドラッグ 横手寿町店（1番35号）[20]
- カシワヤ楽器 横手駅前店（8番17号）[21]